# 2019年台灣友邦國際保護及加強倡議法
《2019年臺灣友邦國際保護及加強倡議法》（美國聯邦公法第116–135號，134 Stat. 278，2020年3月26日頒佈；S. 1678），取字首俗稱《臺北法》（英語：TAIPEI Act），又譯《國際保護及強化臺灣邦交國倡議法》、《臺灣友邦國際保護暨強化倡議法》或《臺灣盟邦國際保障與強化倡議法》，是一部自2020年3月26日生效的美国法律。該法案意在扩大美台邦交活动范围，并推动其他国家或国际组织巩固其对台湾正式及非正式关系，以支持並確立臺灣在國際之地位。

## 背景
中華民國總統蔡英文自2016年上任以來，先後有七個邦交國與中華民國斷交，改與中華人民共和國建交。加上美中關係在川普就任美國總統後陷入低谷，期間爆發2018－2020年中美貿易戰，美臺關係持續回暖。友臺的科羅拉多州聯邦參議員賈德納在美國國會提案協助台灣維護國際空間，認為此舉符合美國的國家利益。

## 歷史

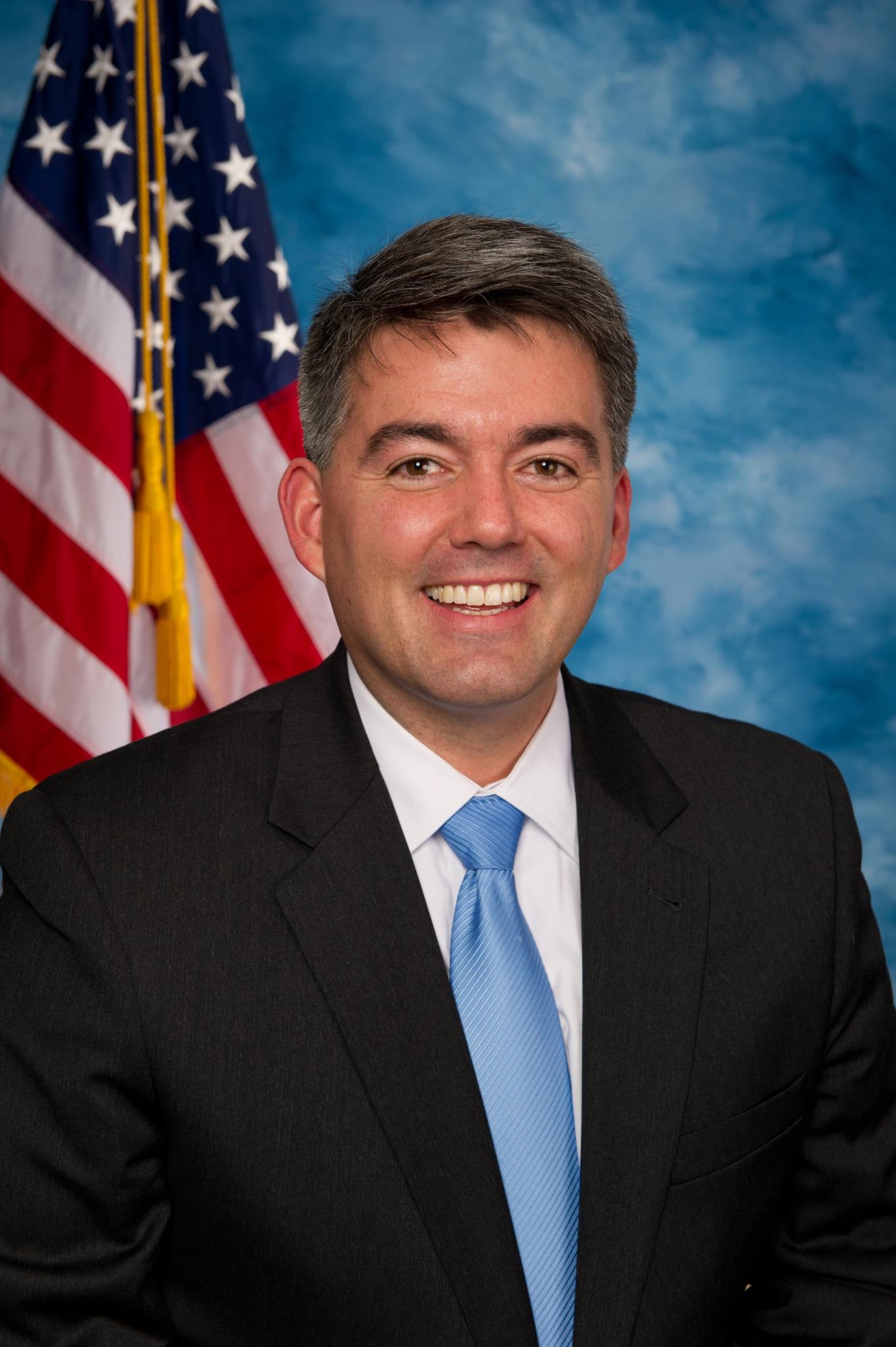
《臺北法》由美國聯邦參議員柯瑞·賈德納領銜提案。

《臺北法》早於2018年5月由參議員柯瑞·賈德納、馬可·魯比歐、約翰·康寧及克里斯·康斯聯合提案（S.3406），二讀後交付參議院外交委員會審議。2019年5月23日，賈德納等人重新提出該案（S.1678）。參議院外交委員會於同年9月25日審議，委員口頭表決通過，並排入參院議程表決法案。參議院於10月29日以「一致同意」方式通過《臺北法》。

## 立法過程
2019年10月18日，眾議員匡希恆提出了眾議院版本的《臺北法》（H.R.4754），眾議院外交委員會於同月30日口頭表決無異議通過。眾院版《臺北法》仍需經眾議院籌款委員會的審議，才能交付美國眾議院表決。
2020年3月4日，美國眾議院以415票贊成、0票反對的票數，通過法案。由於法案內容有稍作修改，送回美國參議院再度表決，隨後參議院在3月11日以一致同意方式通過本法，並在3月16日正式送出國會，由總統唐納·川普於3月26日簽署成為國內法。

## 反應

### 美國
在法案通過前，眾議院議長佩洛西強調了兩黨的支持，這有助於通過該法案；並表示通過維護和提升其在國際舞台上的地位，來表揚和支持台灣對民主的承諾。美國國務卿麥克·蓬佩奧則在《台北法》施行後的2020年3月30日表示，國務院將全面遵守該法內容，並指出：「我們認為這很重要。我們很高興的是，這項立法在國會獲得通過上星期並送交總統簽署。」表達對《台北法》的支持。

### 中華民國
美國眾議院一致通過該法案後，總統蔡英文表示感謝，並表示台灣將繼續與美國合作，為印度太平洋地區的和平與穩定發展作出貢獻。

### 中華人民共和國
对于此法案获美国众议院通过，中华人民共和国外交部发言人赵立坚表示，法案严重违反“一个中国”原则和中美“三个联合公报”规定；又强调与中华人民共和国建交之国家总数已达180个，并藉此重申“一个中国”原则是「人心所向、大势所趋」「是国际社会的普遍共识」；赵立坚更指此举表明美国「阻挠其他主权国家同中国发展正常国家关系」。

## 相關議題
- 第二次冷戰
- 臺灣問題、臺海現狀
- 中華民國與美國關係（臺美關係）
  - 《中美共同防禦條約》
  - 《臺灣關係法》
  - 《臺灣旅行法》
  - 《臺灣保證法》
  - 《臺灣安全加強法案》
  - 《2018年亞洲再保證倡議法》
  - 六項保證
  - 《國防授權法》
  - 《台灣國際團結法案》
  - 美國在臺協會
  - 美國對臺軍售列表
- 中美關係
  - 《美中三個聯合公報》
  - 《美國－香港政策法》

## 外部連結
- S.1678 - Taiwan Allies International Protection and Enhancement Initiative (TAIPEI) Act of 2019（页面存档备份，存于）（美式英语）
- H.R.4754 - Taiwan Allies International Protection and Enhancement Initiative (TAIPEI) Act of 2019（页面存档备份，存于）（美式英语）
- S.3406 - Taiwan Allies International Protection and Enhancement Initiative (TAIPEI) Act of 2018（页面存档备份，存于）（美式英语）